# 加美薬莱 (小惑星)
加美薬莱(かみやくらい、9791 Kamiyakurai)は、小惑星帯に位置する小惑星の1つである。群馬県大泉町で小林隆男によって発見された。名前は、宮城県の薬萊山とその別名である加美富士を合成したものである。